# Вырбица (община)
Вырбица (болг. Община Върбица) — община в Болгарии. Входит в состав Шуменской области. Население составляет 14 627 человек (на 21.07.05 г.).
Административный центр общины в городе Вырбица. Кмет общины Вырбица — Исмаил Мехмед Мехмед (Движение за права и свободы (ДПС)) по результатам выборов 2007 года.

## Состав общины
В состав общины входят следующие населённые пункты:
1. Божурово
2. Бяла-Река
3. Вырбица
4. Иваново
5. Конево
6. Крайгорци
7. Кёлмен
8. Ловец
9. Маломир
10. Менгишево
11. Методиево
12. Нова-Бяла-Река
13. Станянци
14. Сушина
15. Тушовица
16. Чернооково